# Superprestige veldrijden 2011-2012
De Superprestige veldrijden 2011-2012 (officieel: Nissan Superprestige Topsport Vlaanderen Trofee 2011-2012) ging van start op 9 oktober 2011 in Ruddervoorde. De afsluiter was de Noordzeecross in Middelkerke op 11 februari 2012.

## Puntenverdeling
Punten werden toegekend aan alle crossers die in aanmerking kwamen voor Superprestige-punten. De top vijftien ontving punten aan de hand van de volgende tabel:
| Positie | 1  | 2  | 3  | 4  | 5  | 6  | 7 | 8 | 9 | 10 | 11 | 12 | 13 | 14 | 15 |
| Punten  | 15 | 14 | 13 | 12 | 11 | 10 | 9 | 8 | 7 | 6  | 5  | 4  | 3  | 2  | 1  |

Aan de hand van de gewonnen punten in de acht wedstrijden werd voor elke categorie een eindklassement opgemaakt. De veldrijder met het hoogste aantal punten werd als laureaat van de Nissan Superprestige Topsport Vlaanderen Trofee uitgeroepen. 
In het klassement van de Superprestige Topsport Vlaanderen Trofee voor beloften en juniores telden alle wedstrijden mee voor het klassement. Voor het eindklassement werd rekening gehouden met de zeven beste uitslagen. 
De veldrijder met het hoogste aantal punten in zijn klassement werd als winnaar van de Superprestige uitgeroepen.
1. ↑  De deelnemers hadden niet de verplichting om aan alle wedstrijden van de Superprestige deel te nemen. Indien bij het opmaken van het eindklassement meerdere renners met eenzelfde aantal punten zouden eindigen, werd voorrang gegeven aan de renner die in de meeste wedstrijden van de Superprestige van start gegaan was. Indien aansluitend nog renners op gelijk puntenniveau stonden, werd het voordeel gegeven aan de renner met de meeste overwinningen in de crossen van de Superprestige. Indien deze factor niet kon meespelen, zou de renner met de beste uitslag in de laatste wedstrijd (Middelkerke 11/02/2012) het voordeel genieten.

## Mannen elite

### Kalender en podia
| Datum      | Locatie                               | Cat. | Eerste        | Tweede        | Derde            | Leider in het klassement |         |
| ---------- | ------------------------------------- | ---- | ------------- | ------------- | ---------------- | ------------------------ | ------- |
| 09/10/2011 | Cyclocross Ruddervoorde, Ruddervoorde | C1   | Niels Albert  | Bart Aernouts | Klaas Vantornout | Niels Albert             | details |
| 30/10/2011 | Cyclocross Zonhoven, Zonhoven         | C1   | Niels Albert  | Sven Nys      | Kevin Pauwels    | Niels Albert             | details |
| 13/11/2011 | Bollekescross, Zogge                  | C1   | Zdeněk Štybar | Kevin Pauwels | Sven Nys         | Niels Albert             | details |
| 20/11/2011 | Cyclocross Asper-Gavere, Gavere       | C1   | Kevin Pauwels | Tom Meeusen   | Zdeněk Štybar    | Zdeněk Štybar            | details |
| 27/11/2011 | Cyclocross Gieten, Gieten             | C1   | Sven Nys      | Kevin Pauwels | Rob Peeters      | Sven Nys                 | details |
| 23/12/2011 | Cyclocross Diegem, Diegem             | C1   | Niels Albert  | Kevin Pauwels | Sven Nys         | Sven Nys                 | details |
| 05/02/2012 | Vlaamse Aardbeiencross, Hoogstraten   | C1   | Tom Meeusen   | Kevin Pauwels | Sven Nys         | Sven Nys                 | details |
| 11/02/2012 | Noordzeecross, Middelkerke            | C1   | Zdeněk Štybar | Sven Nys      | Tom Meeusen      | Sven Nys                 | details |

### Eindklassement
| #  | Naam                  | Punten |
| -- | --------------------- | ------ |
| 1  | Sven Nys              | 105    |
| 2  | Kevin Pauwels         | 99     |
| 3  | Zdeněk Štybar         | 92     |
| 4  | Tom Meeusen           | 78     |
| 5  | Klaas Vantornout      | 74     |
| 6  | Bart Aernouts         | 73     |
| 7  | Niels Albert          | 64     |
| 8  | Radomir Simunek       | 63     |
| 9  | Bart Wellens          | 50     |
| 10 | Dieter Vanthourenhout | 41     |
| 11 | Sven Vanthourenhout   | 37     |
| 12 | Rob Peeters           | 34     |
| 13 | Thijs van Amerongen   | 19     |
| 14 | Mariusz Gil           | 15     |
| 15 | Gerben de Knegt       | 15     |

| Pos. | Prijzengeld |
| ---- | ----------- |
| 1.   | € 26.000    |
| 2.   | € 14.500    |
| 3.   | € 8.750     |
| 4.   | € 6.000     |
| 5.   | € 4.250     |
| 6.   | € 2.800     |
| 7.   | € 2.200     |
| 8.   | € 1.900     |
| 9.   | € 1.600     |
| 10.  | € 1.200     |
| 11.  | € 1.000     |
| 12.  | € 800       |
| 13.  | € 500       |
| 14.  | € 500       |
| 15.  | € 500       |
| Tot. | € 72.500    |

### Uitslagen
| #  | Naam                  | Tijd       |
| -- | --------------------- | ---------- |
| 1  | Niels Albert          | 1h 01' 44" |
| 2  | Bart Aernouts         | + 06"      |
| 3  | Klaas Vantornout      | + 23"      |
| 4  | Sven Nys              | + 35"      |
| 5  | Bart Wellens          | + 41"      |
| 6  | Zdeněk Štybar         | + 47"      |
| 7  | Tom Meeusen           | + 51"      |
| 8  | Sven Vanthourenhout   | + 54"      |
| 9  | Steve Chainel         | + 1' 04"   |
| 10 | Dieter Vanthourenhout | + 1' 40"   |

| #  | Naam             | Tijd     |
| -- | ---------------- | -------- |
| 1  | Niels Albert     | 58' 30"  |
| 2  | Sven Nys         | + 28"    |
| 3  | Kevin Pauwels    | + 1' 02" |
| 4  | Zdeněk Štybar    | + 1' 27" |
| 5  | Bart Wellens     | + 1' 38" |
| 6  | Klaas Vantornout | + 1' 58" |
| 7  | Tom Meeusen      | + 2' 08" |
| 8  | Bart Aernouts    | + 2' 20" |
| 9  | Radomír Šimůnek  | + 3' 27" |
| 10 | Rob Peeters      | + 3' 29" |

| #  | Naam                  | Tijd       |
| -- | --------------------- | ---------- |
| 1  | Zdeněk Štybar         | 1h 04' 19" |
| 2  | Kevin Pauwels         | + 10"      |
| 3  | Sven Nys              | + 10"      |
| 4  | Niels Albert          | + 31"      |
| 5  | Radomír Šimůnek       | + 33"      |
| 6  | Bart Aernouts         | + 41"      |
| 7  | Bart Wellens          | + 41"      |
| 8  | Mariusz Gil           | + 41"      |
| 9  | Tom Meeusen           | + 43"      |
| 10 | Dieter Vanthourenhout | + 47"      |

| #  | Naam             | Tijd       |
| -- | ---------------- | ---------- |
| 1  | Kevin Pauwels    | 1h 02' 05" |
| 2  | Tom Meeusen      | + 32"      |
| 3  | Zdeněk Štybar    | + 32"      |
| 4  | Bart Aernouts    | + 36"      |
| 5  | Sven Nys         | + 38"      |
| 6  | Klaas Vantornout | + 40"      |
| 7  | Bart Wellens     | + 51"      |
| 8  | Radomír Šimůnek  | + 51"      |
| 9  | Joeri Adams      | + 51"      |
| 10 | Niels Wubben     | + 1' 11"   |

| #  | Naam                  | Tijd       |
| -- | --------------------- | ---------- |
| 1  | Sven Nys              | 1h 01' 12" |
| 2  | Kevin Pauwels         | + z.t      |
| 3  | Rob Peeters           | + 6"       |
| 4  | Klaas Vantornout      | + 16"      |
| 5  | Tom Meeusen           | + 18"      |
| 6  | Zdeněk Štybar         | + 22"      |
| 7  | Bart Aernouts         | + 56"      |
| 8  | Radomír Šimůnek       | + 1' 14"   |
| 9  | Dieter Vanthourenhout | + 1' 21"   |
| 10 | Thijs van Amerongen   | + 1' 23"   |

| #  | Naam             | Tijd       |
| -- | ---------------- | ---------- |
| 1  | Niels Albert     | 1h 00' 30" |
| 2  | Kevin Pauwels    | + 16"      |
| 3  | Sven Nys         | + 36"      |
| 4  | Bart Aernouts    | + 41"      |
| 5  | Aurélien Duval   | + 45"      |
| 6  | Bart Wellens     | + 55"      |
| 7  | Klaas Vantornout | + 1'01"    |
| 8  | Zdeněk Štybar    | + 1'04"    |
| 9  | Radomír Šimůnek  | + 1'05"    |
| 10 | Mariusz Gil      | + 1'06"    |

| #  | Naam                  | Tijd   |
| -- | --------------------- | ------ |
| 1  | Tom Meeusen           | 58'59" |
| 2  | Kevin Pauwels         | + 3"   |
| 3  | Sven Nys              | + z.t  |
| 4  | Sven Vanthourenhout   | + 22"  |
| 5  | Radomír Šimůnek       | + z.t  |
| 6  | Klaas Vantornout      | + 23"  |
| 7  | Zdeněk Štybar         | + 25"  |
| 8  | Julien Taramarcaz     | + 31"  |
| 9  | Dieter Vanthourenhout | + z.t  |
| 10 | Thijs Al              | + 33"  |

| #  | Naam                  | Tijd   |
| -- | --------------------- | ------ |
| 1  | Zdeněk Štybar         | 59'05" |
| 2  | Sven Nys              | z.t    |
| 3  | Tom Meeusen           | + 15"  |
| 4  | Kevin Pauwels         | + 15"  |
| 5  | Radomír Šimůnek       | + 15"  |
| 6  | Klaas Vantornout      | + 15"  |
| 7  | Sven Vanthourenhout   | + 19"  |
| 8  | Dieter Vanthourenhout | + 29   |
| 9  | Niels Albert          | + 49   |
| 10 | Jan Denuwelaere       | + 50"  |

## Vrouwen elite

### Kalender en podia
| Datum      | Locatie                               | Cat. | Eerste               | Tweede                 | Derde                 | Leidster in het klassement |         |
| ---------- | ------------------------------------- | ---- | -------------------- | ---------------------- | --------------------- | -------------------------- | ------- |
| 09/10/2011 | Cyclocross Ruddervoorde, Ruddervoorde | C1   | Helen Wyman          | Nikki Harris           | Lucie Chainel-Lefèvre | Helen Wyman                | details |
| 30/10/2011 | Cyclocross Zonhoven, Zonhoven         | C1   | Sanne van Paassen    | Nikki Harris           | Sabrina Stultiens     | Nikki Harris               | details |
| 13/11/2011 | Bollekescross, Zogge                  | C1   | Daphny van den Brand | Pauline Ferrand-Prévot | Sanne Cant            | Nikki Harris               | details |
| 20/11/2011 | Cyclocross Asper-Gavere, Gavere       | C1   | Sanne van Paassen    | Sophie de Boer         | Nikki Harris          | Nikki Harris               | details |
| 27/11/2011 | Cyclocross Gieten, Gieten             | C1   | Marianne Vos         | Daphny van den Brand   | Helen Wyman           | Sanne Cant                 | details |
| 23/12/2011 | Cyclocross Diegem, Diegem             | C1   | Marianne Vos         | Lucie Chainel-Lefèvre  | Sanne Cant            | Sanne Cant                 | details |
| 05/02/2012 | Vlaamse Aardbeiencross, Hoogstraten   | C1   | Daphny van den Brand | Nikki Harris           | Pavla Havlíková       | Sanne Cant                 | details |
| 11/02/2012 | Noordzeecross, Middelkerke            | C1   | Daphny van den Brand | Nikki Harris           | Pavla Havlíková       | Nikki Harris               | details |

### Eindklassement (officieus)
Voor de vrouwen is geen officieel eindklassement opgemaakt. Onderstaand het officieuze eindklassement:
| #  | Naam                  | Punten |
| -- | --------------------- | ------ |
| 1  | Nikki Harris          | 89     |
| 2  | Sanne Cant            | 79     |
| 3  | Pavla Havlíková       | 63     |
| 4  | Daphny van den Brand  | 59     |
| 5  | Sophie de Boer        | 58     |
| 6  | Sabrina Stultiens     | 56     |
| 7  | Amy Dombroski         | 52     |
| 8  | Helen Wyman           | 49     |
| 9  | Joyce Vanderbeken     | 47     |
| 10 | Lucie Chainel-Lefèvre | 47     |

## Mannen beloften

### Kalender en podia
| Datum      | Locatie                               | Cat. | Eerste            | Tweede            | Derde             | Leider in het klassement |         |
| ---------- | ------------------------------------- | ---- | ----------------- | ----------------- | ----------------- | ------------------------ | ------- |
| 09/10/2011 | Cyclocross Ruddervoorde, Ruddervoorde | CU   | Wietse Bosmans    | Tijmen Eising     | Lars van der Haar | Wietse Bosmans           | details |
| 30/10/2011 | Cyclocross Zonhoven, Zonhoven         | CU   | Wietse Bosmans    | Lars van der Haar | Vinnie Braet      | Wietse Bosmans           | details |
| 13/11/2011 | Bollekescross, Zogge                  | CU   | Mike Teunissen    | Lars van der Haar | Wietse Bosmans    | Wietse Bosmans           | details |
| 20/11/2011 | Cyclocross Asper-Gavere, Gavere       | CU   | Lars van der Haar | Stan Godrie       | Arnaud Grand      | Lars van der Haar        | details |
| 27/11/2011 | Cyclocross Gieten, Gieten             | CU   | Lars van der Haar | Stan Godrie       | Mike Teunissen    | Lars van der Haar        | details |
| 23/12/2011 | Cyclocross Diegem, Diegem             | CU   | Lars van der Haar | Wietse Bosmans    | Mike Teunissen    | Lars van der Haar        | details |
| 05/02/2012 | Vlaamse Aardbeiencross, Hoogstraten   | CU   | Laurens Sweeck    | Tim Merlier       | Mike Teunissen    | Lars van der Haar        | details |
| 11/02/2012 | Noordzeecross, Middelkerke            | CU   | Stan Godrie       | Lars van der Haar | Arnaud Jouffroy   | Lars van der Haar        | details |

### Eindklassement
| #  | Naam              | Punten |
| -- | ----------------- | ------ |
| 1  | Lars van der Haar | 100    |
| 2  | Wietse Bosmans    | 87     |
| 3  | Stan Godrie       | 79     |
| 4  | Mike Teunissen    | 70     |
| 5  | Gianni Vermeersch | 64     |
| 6  | Tim Merlier       | 59     |
| 7  | Vinnie Braet      | 56     |
| 8  | Arnaud Grand      | 43     |
| 9  | Arnaud Jouffroy   | 41     |
| 10 | Laurens Sweeck    | 39     |

| Pos. | Prijzengeld |
| ---- | ----------- |
| 1.   | € 4.000     |
| 2.   | € 2.200     |
| 3.   | € 1.400     |
| 4.   | € 900       |
| 5.   | € 600       |
| 6.   | € 350       |
| 7.   | € 250       |
| 8.   | € 150       |
| 9.   | € 100       |
| 10.  | € 100       |
| Tot. | € 10.000    |

## Jongens junioren

### Kalender en podia
| Datum      | Locatie                               | Cat. | Eerste               | Tweede             | Derde                | Leider in het klassement             |         |
| ---------- | ------------------------------------- | ---- | -------------------- | ------------------ | -------------------- | ------------------------------------ | ------- |
| 09/10/2011 | Cyclocross Ruddervoorde, Ruddervoorde | CJ   | Wout van Aert        | Quentin Jauregui   | Mathieu van der Poel | Wout van Aert                        | details |
| 30/10/2011 | Cyclocross Zonhoven, Zonhoven         | CJ   | Mathieu van der Poel | Daan Soete         | Wout van Aert        | Mathieu van der Poel / Wout van Aert | details |
| 13/11/2011 | Bollekescross, Zogge                  | CJ   | Mathieu van der Poel | Wout van Aert      | Yorben Van Tichelt   | Mathieu van der Poel                 | details |
| 20/11/2011 | Cyclocross Asper-Gavere, Gavere       | CJ   | Mathieu van der Poel | Silvio Herklotz    | Daan Soete           | Mathieu van der Poel                 | details |
| 27/11/2011 | Cyclocross Gieten, Gieten             | CJ   | Mathieu van der Poel | Silvio Herklotz    | Koen Weijers         | Mathieu van der Poel                 | details |
| 23/12/2011 | Cyclocross Diegem, Diegem             | CJ   | Mathieu van der Poel | Quentin Jauregui   | Wout van Aert        | Mathieu van der Poel                 | details |
| 05/02/2012 | Vlaamse Aardbeiencross, Hoogstraten   | CJ   | Mathieu van der Poel | Wout van Aert      | Quentin Jauregui     | Mathieu van der Poel                 | details |
| 11/02/2012 | Noordzeecross, Middelkerke            | CJ   | Mathieu van der Poel | Yorben Van Tichelt | Wout van Aert        | Mathieu van der Poel                 | details |

### Eindklassement
| #  | Naam                  | Punten |
| -- | --------------------- | ------ |
| 1  | Mathieu van der Poel  | 105    |
| 2  | Wout van Aert         | 94     |
| 3  | Daan Soete            | 77     |
| 4  | Pjotr van Beek        | 66     |
| 5  | Matthias Van de Velde | 65     |
| 6  | Yorben Van Tichelt    | 57     |
| 7  | Koen Wijers           | 56     |
| 8  | Quentin Jauregui      | 52     |
| 9  | Daan Hoeyberghs       | 45     |
| 10 | Tim Ariesen           | 41     |

| Pos. | Prijzengeld                                             |
| ---- | ------------------------------------------------------- |
| 1.   | Ridley X-night record fiets à € 4.440                   |
| 2.   | Ridley X-fire ultegra fiets (buildkit cirrus) à € 2.935 |
| 3.   | Ridley X-ride Centaur fiets à € 2.670                   |
| 4.   | Ridley X-night frame à € 1.785                          |
| 5.   | Ridley Crosswind ultegra fiets à € 1.555                |
| 6.   | Ridley X-fire frame à € 1.215                           |
| 7.   | Ridley Crossbow tiagra fiets à € 1.155                  |
| 8.   | Ridley X-ride frame à € 1.000                           |
| 9.   | Ridley Crosswind frame à € 715                          |
| 10.  | Ridley Crossbow frame à € 545                           |
| Tot. | ''Nature prijzen" à € 18.015'''                         |

Kampioenschappen:  Wereldkampioenschappen · 
 Europese kampioenschappen · 
 Belgische kampioenschappen · 
 Nederlandse kampioenschappen
Klassementen:  Wereldbeker · 
 Superprestige · 
 GvA Trofee ·
 TOI TOI Cup ·
 Challenge national
Overig:  Fidea Cyclocross Classics
1982-1983 · 1983-1984 · 1984-1985 · 1985-1986 · 1986-1987 · 1987-1988 · 1988-1989 · 1989-1990 · 1990-1991 · 1991-1992 · 1992-1993 · 1993-1994 · 1994-1995 · 1995-1996 · 1996-1997 · 1997-1998 · 1998-1999 · 1999-2000 · 2000-2001 · 2001-2002 · 2002-2003 · 2003-2004 · 2004-2005 · 2005-2006 · 2006-2007 · 2007-2008 · 2008-2009 · 2009-2010 · 2010-2011 · 2011-2012 · 2012-2013 · 2013-2014 · 2014-2015 · 2015-2016 · 2016-2017 · 2017-2018 · 2018-2019 · 2019-2020 · 2020-2021 · 2021-2022 · 2022-2023 · 2023-2024 · 2024-2025